# Carpomya tica
Carpomya tica är en tvåvingeart som beskrevs av Allen L.Norrbom 1997. Carpomya tica ingår i släktet Carpomya och familjen borrflugor. Inga underarter finns listade.